# سن مارسلو
سن مارسلو (به ایتالیایی: San Marcello) یک کومونه در ایتالیا است که در استان آنکونا واقع شده‌است. سن مارسلو ۲۵٫۵ کیلومتر مربع مساحت و ۱٬۹۹۸ نفر جمعیت دارد و ۲۳۱ متر بالاتر از سطح دریا واقع شده‌است.